# Épinoy
Épinoy település Franciaországban, Pas-de-Calais megyében. Lakosainak száma 509 fő (2022. január 1.). Épinoy Aubencheul-au-Bac, Oisy-le-Verger, Sauchy-Lestrée, Abancourt, Fressies, Haynecourt és Sancourt községekkel határos.

## Népesség
A település népességének változása:
| Lakosok száma | 551  | 545  | 555  | 546  | 547  | 548  | 549  | 527  | 509  |
|               | 2013 | 2015 | 2016 | 2017 | 2018 | 2019 | 2020 | 2021 | 2022 |